# Примо, Джанкарло
Джанкарло Примо (итал. Giancrlo Primo; 4 ноября 1924, Рим — 27 декабря 2005, Чивита-Кастеллана, Лацио) — итальянский баскетболист, баскетбольный тренер и функционер. Как игрок — участник Олимпийских игр 1948 года и чемпионатов Европы 1947 и 1951 годов. Как главный тренер сборной Италии — бронзовый призёр чемпионатов Европы 1971 и 1975 годов. Как тренер клуба «Форд Канту» — обладатель Межконтинентального кубка (1982) и Кубка европейских чемпионов (1983). Кавалер ордена «За заслуги перед Итальянской Республикой», член Зала славы ФИБА и Зала славы итальянского баскетбола.

## Биография
Джанкарло Примо, родившийся в 1924 году, познакомился с баскетболом после Второй мировой войны благодаря американским солдатам, расквартированным в Италии, и переключился с футбола на эту игру. Игровая баскетбольная карьера Примо включала выступления за сборную Италии, в рядах которой он провёл 37 матчей. Со сборной он участвовал в Олимпийских играх 1948 года, а также в двух чемпионатах Европы — в 1947 году в Праге и в 1951 году в Париже. В национальном первенстве дважды становился призёром с командой «Джиннастика Рома» — серебряным в сезоне 1950/51 и бронзовым в сезоне 1951/52.
С 1957 года Примо работал в тренерском штабе сборной Италии как технический помощник тренера, а в 1960-е годы участвовал со сборной в трёх Олимпийских играх и четырёх чемпионатах Европы в качестве помощника главного тренера Нелло Параторе, затем сменив его на посту главного тренера команды.
В должности главного тренера сборной Примо оставался с 1969 по 1979 год и за это время провёл с ней 238 матчей. В эти годы он строил игру итальянской команды вокруг двух игроков — Дино Менегина и Пьерлуиджи Марцорати. Под руководством Примо сборная Италии одержала первые в своей истории победы над национальными командами США (чемпионат мира 1970 года, 66:64) и СССР (чемпионат Европы 1977 года, 95:87). Итальянцы также дважды, в в 1971 году в Эссене и в 1975 году в Белграде — завоёвывали бронзовые медали континентального первенства, а на Олимпиаде 1972 года и чемпионатах мира 1970 и 1978 годов оставались четвёртыми. При этом в 1978 году казалось, что команда Примо также завоюет бронзовые медали, но этому не позволил случиться игрок сборной Бразилии Марсел де Соза, забросивший мяч на последней секунде матча за третье место со своей половины площадки. Одновременно с тренерской работой в сборной Примо с 1972 по 1978 год также был членом технической комиссии ФИБА.
Расставшись со сборной после чемпионата Европы 1979 года, Примо продолжил тренерскую карьеру в клубном баскетболе, за следующее десятилетие побывав главным тренером четырёх итальянских клубов. В качестве тренера команды «Форд Канту» в сезоне 1982/83 он завоевал с ней Межконтинентальный кубок 1982 года и Кубок европейских чемпионов 1983 года. Свой последний год в чемпионате Италии с римским «Виртусом» он проводил в условиях финансового кризиса в клубе и был уволен по ходу сезона; команда, которую после него возглавил хорват Петар Сканси, спаслась от вылета в следующий дивизион только в последнем матче первенства.
Умер в Чивита-Кастеллана в конце 2005 года.

## Достижения и награды
- Двукратный бронзовый призёр чемпионатов Европы (1971, 1975)
- Обладатель Межконтинентального кубка (1982)
- Обладатель Кубка европейских чемпионов (1983)
- Кавалер ордена «За заслуги перед Итальянской Республикой»[3][7]
- Кавалер Золотой звезды «За спортивные заслуги» от НОК Италии (1998)[3][7]
- Кавалер ордена «За заслуги» ФИБА (2001)[7]
- Премия Ревербери («баскетбольный Оскар», 2003)[7]
- Член Зала славы ФИБА (2007)[7]
- Член Зала славы итальянского баскетбола (2008)[3]